# Hiroshi Teshigahara
Hiroshi Teshigahara (勅使河原 宏 Teshigahara Hiroshi?, n. 28 ianuarie 1927, Tokyo⁠(d), Tōkyō, Japonia – d. 14 aprilie 2001, Tokyo⁠(d), Tōkyō, Japonia) a fost un artist și cineast avangardist japonez. El este binecunoscut pentru filmele Femeia nisipurilor (1964) și The Face of Another (1966). A fost considerat „unul dintre cei mai aclamați regizori japonezi ai tuturor timpurilor”. Teshigahara este primul cineast de origine asiatică nominalizat la premiul Oscar pentru cel mai bun regizor, obținând această nominalizare în 1964 pentru filmul Femeia nisipurilor. A fost un reprezentant al Noului Val Japonez și a ecranizat câteva romane ale scriitorului contemporan Kōbō Abe.
Pe lângă activitatea de cineast, Teshigahara a practicat și alte arte precum caligrafia, olăritul, pictura, opera și ikebana.

## Biografie
Teshigahara s-a născut la Tokyo, ca fiu al lui Sōfu Teshigahara, fondatorul și marele maestru al școlii Sōgetsu-ryū de ikebana. A absolvit în 1950 cursurile Universității Naționale de Arte Plastice și Muzică din Tokyo și a început să lucreze la realizarea filmelor documentare. A regizat primul său lungmetraj, Pitfall (1962), în colaborare cu scriitorul Kōbō Abe și cu muzicianul Toru Takemitsu. Filmul a câștigat premiul NHK pentru cel mai bun regizor debutant, iar în anii 1960 a continuat să colaboreze cu Abe și Takemitsu la realizarea filmelor, urmărindu-și simultan pasiunea pentru ikebana și pentru pictură la nivel profesionist.
În anul 1965 filmul Femeia nisipurilor (1964), realizat de Teshigahara și Abe, a fost nominalizat la premiul Oscar pentru cel mai bun film străin și a câștigat premiul special al juriului la Festivalul Internațional de Film de la Cannes. În 1972 a lucrat cu cercetătorul și traducătorul japonez John Nathan la realizarea filmului Summer Soldiers despre dezertorii americani din timpul Războiului din Vietnam care trăiau la marginea societății japoneze.
Începând de la mijlocul anilor 1970 a lucrat mai rar la lungmetraje, deoarece și-a concentrat mai mult activitatea asupra filmelor documentare, expozițiilor de pictură și școlii de ikebana Sogetsu și a devenit maestru al școlii în 1980. A devenit director al școlii Sogetsu după moartea tatălui său.
Cu ocazia primei aniversări a morții sale, la 14 aprilie 2002, a fost lansat în Japonia un set de DVD-uri care conțineau cele mai cunoscute creații artistice ale sale.

## Filmografie
Filmografia lui Hiroshi Teshigahara include următoarele filme:
- 1959: Jose Torres
- 1962: Le Traquenard (おとし穴 Otoshiana?)
- 1964: La Fleur de l'âge, ou Les adolescentes (思春期 Shishunki?), segmentul «Ako»
- 1964: Femeia nisipurilor (砂の女 Suna no onna?)
- 1966: Le Visage d'un autre (他人の顔 Tanin no kao?)
- 1967: Bakuso (インディレース? Indi race)
- 1968: Le Plan déchiqueté (燃えつきた地図 Moetsukita chizu?)
- 1972: Summer Soldiers (サマー・ソルジャー Sama soruja?)
- 1984: Antonio Gaudí (アントニー・ガウディー?)
- 1989: Rikyu (利休 Rikyū?)[22]
- 1992: La Princesse Go (豪姫 Gō-hime?)

## Premii cinematografice
- 1964: Premiul special al juriului la Festivalul Internațional de Film de la Cannes pentru Femeia nisipurilor
- 1964: Premiul Kinema Junpō pentru cel mai bun film și pentru cel mai bun regizor pentru Femeia nisipurilor[23]
- 1964: Premiul Mainichi pentru cel mai bun film și pentru cel mai bun regizor pentru Femeia nisipurilor[24]
- 1964: Premiul Panglica Albastră pentru cel mai bun film și pentru cel mai bun regizor pentru Femeia nisipurilor[25]
- 1964: nominalizare la Premiul Oscar pentru cel mai bun film străin pentru Femeia nisipurilor[26]
- 1965: nominalizare la Premiul Oscar pentru cel mai bun regizor pentru Femeia nisipurilor[11][27]

## Décorations
- Medalia de onoare cu panglică purpurie (Japonia) - 1992
- Comandor al Ordinului Artelor și Literelor (Franța) - 15 februarie 1996[28]

## Legături externe
- TeshigaharaHiroshi.com
- Hiroshi Teshigahara la Internet Movie Database
- Hiroshi Teshigahara pe Japanese Movie Database
- Hiroshi Teshigahara at Strictly Film School
- Senses of Cinema: an essay on Hiroshi Teshigahara